# Mezam
Mezam ist ein Département der Region Nord-Ouest in Kamerun.
Auf einer Fläche von 1745 km² leben nach der Volkszählung 2001 465.644 Einwohner. Die Hauptstadt ist Bamenda.

## Gemeinden
- Bafut
- Bali
- Bamenda
- Santa
- Tubah